# 포샤 윌리엄스
포샤 윌리엄스(Porsha Williams, 1981년 6월 22일 ~ )는 미국의 방송인, 모델, 가수이다.

## 참여 작품
- 스타 (미국의 드라마)
- 인투 더 샤크스톰
- 어프렌티스